# Labor, cibus, potus, somnus, venerea, omnia moderata
 Labor,cibus, potus, somnus, venerea, omnia moderata  лат. (изговор:  лабор, цибус, потус, сомнус, венре, омнија модерата). Рад, храна, напитак, спавање, коитус, све умјерено. (Хипократ са Коса)

## Поријекло изрека
Ову је изрекао антички лекар и утемељивач свјетске медицине, Хипократ. (смјена петог у четврти вијек прије нове ере).

## Тумачење
Јака дијета је допуњавана хигијенским режимом, који је био сажето означен хипократовском формулом:“Рад, храна, напитак, спавање, коитус, све умјерено." Ова формула је до данас преживјела.

## Опште значење
Умјереност је филозофска и опште животна максима!